# Laser Beam/Kasuka na kaori
Laser Beam/Kasuka na kaori (レーザービーム/微かなカオリ?, Rēzā Bīmu/Kasuka na kaori) è il diciottesimo singolo, doppia a-side, del trio j-pop giapponese Perfume. È stato pubblicato il 18 maggio 2011 dall'etichetta major Tokuma Japan Communications.
Il singolo è stato stampato in due versioni: una special edition in confezione jewel case contenuta in un cofanetto cartonato con DVD extra e poster in formato B2, ed una normal edition in confezione jewel case con copertina diversa.

## Il disco
La lavorazione di Laser Beam/Kasuka na kaori è stata resa travagliata dalla contingenza con il terremoto e maremoto del Tōhoku: i brani sono stati registrati alla fine di gennaio 2011 e l'uscita del singolo era stata prevista per il 20 aprile, ma per rispetto verso le vittime la data è slittata al 18 maggio. Il videoclip per Laser Beam, diretto dall'abituale collaboratore delle Perfume Kazuaki Seki a Yokohama, è stato lasciato incompiuto poiché stava venendo girato proprio nei giorni della tragedia: il blackout causato dal terremoto ha sorpreso la troupe mentre stava filmando e la produzione ha successivamente deciso di non concludere l'opera montando solo il materiale girato fino a quel momento. Il videoclip per Kasuka na kaori è stato distribuito solo su YouTube, anch'esso in una versione più corta rispetto alla canzone.

## Tracce
Tutti i brani sono testo e musica di Yasutaka Nakata.

Dopo il titolo è indicata fra parentesi "()" la grafia originale del titolo.
1. Laser Beam (レーザービーム?) - 4:27
2. Kasuka na kaori (微かなカオリ?) - 4:13
3. Laser Beam (レーザービーム -Original Instrumental-?) - 4:27
4. Kasuka na kaori -Original Instrumental- (微かなカオリ -Original Instrumental-?) - 4:11

### DVD
1. Laser Beam [Short Ver.] (レーザービーム [Short Ver.]?); videoclip
2. Making of della copertina

## Formazione
- Nocchi - voce
- Kashiyuka - voce
- A~chan - voce